# 萨图克·博格拉汗
萨图克·博格拉汗（Satuk Buğra Han，？—955年），全名薩圖克·阿布都卡里姆， 喀喇汗国第一任君主阙毗伽·卡迪尔汗的孙子，第一个信奉伊斯兰教的突厥人大汗。喀喇汗国建国之初大汗之侧有副汗；大汗称阿尔斯兰（狮子）汗，驻八剌沙衮，号“哈喇斡耳朵”或“虎思斡耳朵”（今巴尔喀什湖楚河河源西南）。萨图克的父亲巴兹尔是阿尔斯兰（狮子）汗；副汗称博格拉（公驼）汗，驻怛罗斯（今哈萨克斯坦江布尔）。萨图克的叔叔奥古尔恰克是博格拉（公驼）汗。
在萨图克的父亲去世后，叔父奥古尔恰克接替汗位，但在萨图克长大后不愿让他按传统成为储君，而是打算让自己的孩子继位。这时，萨曼王朝的一个王子纳斯尔一世流亡到喀喇汗境内，奥古尔恰克为了对付萨曼王朝，便接纳了他，把他安置在了阿图什。于是，纳斯尔一世这位流亡的穆斯林王子，在影响并促使萨图克皈依伊斯兰教的同时，也给了他借助伊斯兰教的力量夺回帝位的希望。后来的事实也证明，这一做法行之有效，在与其叔父奥古尔恰克的对抗中，来自伊斯兰世界的志愿军起了重要的作用。
934年，萨图克以圣战之名，击败叔父，攻下喀什噶尔，成功夺回政权，称苏丹·萨图克·博格拉汗（Sultan Satuq Bughra Khan）。萨图克开始在国内推行伊斯兰教，他是第一个信奉伊斯兰教的突厥人汗。之後，萨图克攻克八剌沙衮，成了大汗。伊斯兰历344年（955年4月27日—956年4月14日），萨图克去世，葬在阿图什南郊，其陵墓至今仍在，被称为梭里坦（苏丹）麻扎。
| 前任： 巴兹尔 奥古尔恰克 | 喀喇汗国大汗 934年—955年 | 繼任： 木萨 |